# Il fratello più furbo di Sherlock Holmes
Il fratello più furbo di Sherlock Holmes (The Adventure of Sherlock Holmes' Smarter Brother) è un film del 1975 diretto da Gene Wilder.
Primo film diretto da Wilder, che ne è anche sceneggiatore e principale interprete, fu prodotto dalla Warner Bros. ed è una parodia del genere poliziesco e in particolare del filone investigativo che fa capo al personaggio di Sherlock Holmes, il celebre investigatore ideato nel 1887 da sir Arthur Conan Doyle.
Douglas Wilmer e Thorley Walters appaiono nel film nei ruoli di Sherlock Holmes e del dottor Watson, rispettivamente. Wilmer era già apparso nel ruolo di Sherlock Holmes nella serie TV della BBC degli anni '60, mentre Walters aveva svolto il ruolo di Watson in altre tre films: Sherlock Holmes and the Deadly Necklace (1962), The Best House in London (1969) e Silver Blaze (1977).

## Trama
La vicenda è ambientata nell'Inghilterra dell'età vittoriana.
La regina Vittoria affida al ministro degli esteri, sir Redcliff, un documento di vitale importanza per le sorti del Regno Unito, ma questo viene misteriosamente sottratto dalla sua abitazione.
Del caso viene incaricato il famoso detective Sherlock Holmes il quale, per meglio risolvere il caso senza essere notato, lo affida al fratello minore Sigerson, affidandogli come guida ed assistente il sergente di Scotland Yard Orwill Sacker, dotato di una memoria telegrafica.
Sigerson e Sacker iniziano quindi le indagini quando ricevono la visita della cantante Jenny, che impersona una cantante di operetta morta da 12 anni recitando abitualmente il suo repertorio e che è rimasta coinvolta in un giro di ricatti ad opera del cantante d'opera italiano Eduardo Gambetti, per il quale è stata costretta a rubare il documento dalla casa del ministro Redcliff ove è tutrice dei figli del nobiluomo inglese.
Il furto era stato eseguito per commissione del perfido Dottor Moriarty, che ha intenzione di vendere il documento a potenze straniere. Recatosi a casa di Gambetti per contrattare la vendita del documento, Moriarty scopre Sigerson e Sacker, infiltratisi nella casa per tentare di sottrarre il documento dalle mani del cantante e riconsegnarlo nelle mani della regina.
I due si salvano miracolosamente da una rocambolesca morte e si recano all'opera, durante la quale Gambetti ha promesso di consegnare il documento nelle mani di un emissario di Moriarty, sul palco, durante la scena teatrale del ballo in maschera (una rivisitazione pasticciata de Un ballo in maschera di Giuseppe Verdi). Si apre qui una scenetta comica in quanto sul palco si ritrovano anche Sigerson e Tacher a richiedere il documento: Gambetti, confuso, getta il documento e innesca una zuffa sul palco.
Nel solaio del teatro Moriarty e Sigerson ingaggiano un furioso duello, dal quale riesce vincitore il malvagio dottore che verrà però scalzato dall'avversario nelle vicine acque del Tamigi.
Alla fine Jenny, sul punto di sposare Lord Redcliff, lo lascia per convolare finalmente a nozze con Sigerson.

## Produzione
Una sera Gene Wilder era a cena con il produttore Richard A. Roth quando, discutendo, uscì fuori che Wilder avrebbe potuto interpretare Sherlock Holmes in una parodia delle avventure del famoso investigatore. Una settimana dopo Roth approcciò nuovamente Wilder chiedendogli se avesse riflettuto sull'idea di un film su Sherlock Holmes. Wilder replicò: «No, ma ho pensato molto al follemente geloso fratello di Sherlock, Sigi». La Twentieth Century Fox era ansiosa di replicare la formula del successo di Frankenstein Junior, e nonostante la defezione del regista Mel Brooks, radunò più o meno lo stesso cast del film precedente scritturando per il progetto anche Marty Feldman e Madeline Kahn (l'effetto amarcord è mantenuto anche nella versione italiana dove il doppiaggio dei tre attori è ad opera degli stessi doppiatori del film di Brooks).
La sceneggiatura di Wilder prevedeva una profonda conoscenza del personaggio di Arthur Conan Doyle, poiché anche il personaggio interpretato da Marty Feldman, il sergente Orville Stanley Sacker, ha in comune l'assonanza del proprio nome con quello originariamente dato da Conan Doyle a John Watson, Ormond Sacker, nella prima stesura di Uno studio in rosso.
Le riprese del film ebbero inizio agli studi Shepperton nell'aprile 1975.

### Titolo
Il titolo del film è un ironico riferimento al personaggio di Mycroft Holmes, il fratello maggiore di Sherlock Holmes, il quale era stimato da tutti come più furbo dello stesso Sherlock. Egli era, tuttavia, troppo pigro per essere un detective, e lavorava per il governo britannico facendo, secondo le parole dello stesso Sherlock Holmes, il minimo indispensabile. Di lui parla lo stesso Sherlock in The Adventure of the Bruce-Partington Plans.
Il nome "Sigerson" si riferisce ad uno pseudonimo utilizzato da Sherlock Holmes nel racconto L'avventura della casa vuota. Il personaggio della Kahn trae il proprio nome dalla cantante Jenny Hill, anche se inizialmente utilizza lo pseudonimo di Bessie Bellwood, ma Sigerson riesce a riconoscerla, dicendo inoltre che questa era morta dodici anni prima (in realtà, sia la Bellwood che la Hill erano ancora vive entrambe nel 1891 e morirono nello stesso anno, 1896). Il personaggio del professor Moriarty presenta delle difficoltà in matematica mentre il vero personaggio nei racconti di Doyle è un vero e proprio esperto di numeri.

## Accoglienza
Il film incassò 9,4 milioni di dollari negli Stati Uniti durante il primo week-end di permanenza nelle sale. Le recensioni furono miste: se da un lato i critici lodarono l'opera come "un affascinante pezzo d'epoca con frammenti di canzoni da music hall e trovate surreali", d'altro canto venne sottolineato il fatto di come il film non fosse riuscito a replicare la comicità irresistibile di Frankenstein Junior di Mel Brooks dove Gene Wilder la fece da padrone. Il Monthly Film Bulletin scrisse: "Questo Sherlock Holmes ha poco da spartire con l'originale. Le scenografie dell'epoca sono inutilmente sovraffollate, tuttavia l'opera farsesca vede gli attori tessere tutte le trame narrative con una rapida ed efficace rassegna di vecchi trucchi come scambi d'identità, cadute, gag visive, dialoghi demenziali. Resta un film promettente, migliore nelle singole scene che nel suo complesso."

## Curiosità
- La scena nella quale il personaggio di Wilder si ingozza di cioccolatini credendo di non essere visto[6], negli anni ottanta è stata di ispirazione per una pubblicità della Condorelli con protagonista Leo Gullotta andata in onda sulla televisione italiana.[7]
- La scena in cui Sigerson si allena alla scherma con la spada è in realtà una citazione autobiografica dello stesso Gene Wilder, il quale aveva studiato scherma e l'aveva praticata anche come insegnante privato per qualche tempo durante i suoi primi anni da attore.